# 基爾紅點鮭
基爾紅點鮭，為輻鰭魚綱鮭形目鮭科的其中一種，為溫帶淡水魚，被IUCN列為易危保育類動物，分布於歐洲蘇格蘭基林湖、Doine湖流域，體長可達40公分，棲息在底中層水域，以甲殼類、雙殼貝及昆蟲幼蟲為食，生活習性不明。